# Rune Bokholm
Rune Valentin Bokholm, född 20 februari 1932 i Borås församling, död 17 juni 2008 i Limhamns församling, Malmö, var en svensk företagsledare, historiker och författare.

## Biografi
Bokholm växte upp i Borås. Han avlade ingenjörsexamen vid Tekniska högre läroverket i Örebro och blev pol. mag. vid Göteborgs universitet. Därefter arbetade han inom näringslivet, bland annat som vd för Frigoscandia och Scarlett Line 1986–1989. I samband med pensionen sadlade han sedan om till historiker och disputerade 1995 på avhandlingen Städernas handlingsfrihet: en studie av expansionsskedet 1900–1930. Avhandlingen skrevs i en period när den historiska kommunforskningen fokuserade maktförhållanden mellan stat och kommun. Bokholm utvecklar i avhandlingen modeller som lagts fram av Halvar Sundberg och Yngve Larsson. I avhandlingen argumenterar han bland annat för att statsbidragens tilltagande andel av de kommunala intäkterna innebär en framgångsrik begränsning av det kommunala självstyret. Bokholm ser även processen som ett nödvändigt steg i uppbyggnaden av det svenska välfärdssamhället. Han argumenterade även för att 1919 års indelningslag bidrog till inkorporeringen genom att försvaga landskommunernas ställning gentemot städerna. Enligt Bokholm blev lagen därmed en pådrivande faktor bakom storkommunreformen 1952. Den första av Bokholms vidareutvecklade modeller är den differentierade modellen där kommunen hanterar dels självpåtagna arbetsuppgifter och dels uppdrag som delegerats från statlig nivå genom bindande lagstiftning.  Den andra är den integrerade modellen där båda typerna av uppdrag hanteras gemensamt, med visst utrymme för olika nivåer av självstyre. Som exempel på en differentierad samhällsmodell anger Bokholm samhället under slutet av 1800-talet, efter 1862 års kommunalförordningar. Den integrerade modellen har varit mer allmänt accepterad inom statsvetenskapen under 1900-talet. Kritiken mot den differentierade modellen har framförts av bland andra Nils Stjernquist och Håkan Magnusson, och har fokuserat på att modellen är onödigt invecklad.
1998 publicerade han biografin Kungen av Skåne om politikern Arvid Posse som var Sveriges statsminister 1880–1883. Han följde upp med att publicera Tisdagsklubben om den antinazistiska sammanslutningen med samma namn 2001. Två år senare belönades han med Letterstedtska författarpriset av Kungliga Vetenskapsakademin för arbetet med Tisdagsklubben. Därefter publicerade han Handel och vandel: Tre generationer Suell år 2004. Hans sista bok var Före Under Efter (2007) som handlar om nazistmotståndet i Sverige under 1930- och 1940-talen. Boken är uppdelad i tre delar som i tur och ordning skildrar tidskriften Fönstrets historia, Gerd Santessons livsgärning och hjälporganisationen  Studentförbundet för Internationellt Samhällsstudium och Uppbyggnadsarbetes (SISU) roll i återuppbyggnaden efter andra världskriget.

### Familj
Bokholm var gift och hade fyra barn. Han är gravsatt i minneslunden på Gamla kyrkogården i Malmö.

## Utmärkelser
- 2003 – Letterstedtska priset